# Společenství nezávislých států
Společenství nezávislých států (SNS; rusky Содружество Независимых Государств – Sodružestvo nězavisimych gosudarstv – СНГ) je regionální mezivládní organizace ve východní Evropě a Asii. Byla založena po rozpadu Sovětského svazu v roce 1991 a zahrnuje 9 z jeho 15 bývalých svazových republik. Sídlem organizace je Minsk.

## Vznik
SNS vzniklo na podzim 1991 jako volný svazek postsovětských států s nově získanou samostatností. Dne 8. prosince 1991 se uskutečnilo setkání ruských, ukrajinských a běloruských představitelů, kteří se Bělověžskou dohodou dohodli na vytvoření nové organizace otevřené všem postsovětským státům (za 18 dní se SSSR rozpadl). Dne 21. prosince 1991 se pak v Alma-Atě k zakládací smlouvě připojilo dalších osm států. Pobaltské státy (Estonsko, Lotyšsko, Litva) se odmítly stát součástí SNS, jelikož považovaly své předešlé členství v Sovětském svazu za vnucené a protiprávní.[zdroj?] Gruzie zprvu taktéž stála mimo SNS, vstoupila až v roce 1993 pod vlivem Ruské federace.[zdroj?]

## Členství
SNS zahrnuje Arménii, Ázerbájdžán, Bělorusko, Kazachstán, Kyrgyzstán, Moldavsko, Rusko, Tádžikistán a Uzbekistán.
Ukrajina se podílela na vzniku SNS, ale přístupovou smlouvu nikdy neratifikovala. V roce 2014 v souvislosti s anexí Krymu Ruskem oznámila odchod z tohoto společenství, k němuž došlo v roce 2018.
Rovněž Turkmenistán nikdy neratifikoval přístupovou dohodu a od roku 2005 je pouze přidruženým členem.
K 18. srpnu 2009 ukončila Gruzie své členství v SNS v důsledku ozbrojeného konfliktu s Ruskem v předchozím roce.
V prosinci 2023 Moldavsko ohlásilo ukončení členství s koncem roku 2024.
Pozorovatelskými státy v SNS jsou Afghánistán a Mongolsko.

## Činnost
Organizace nemá mnoho nadstátních pravomocí, její význam je tak spíše symbolický ve smyslu návaznosti na Sovětský svaz. Působnost SNS se omezuje víceméně na koordinaci společných obchodních, finančních, legislativních a bezpečnostních otázek.
Nejvýznamnější dohodou uskutečněnou v rámci SNS je vytvoření společné zóny volného obchodu SNS založené dohodou z roku 2011. Z prostředí SNS vzešly tři jiné organizace, a sice Organizace Smlouvy o kolektivní bezpečnosti, Eurasijský ekonomický svaz a Svaz Ruska a Běloruska.
Při olympijských hrách v roce 1992 v Albertville a Barceloně vystoupili sportovci členských zemí SNS poprvé a naposled ve společných barvách v rámci jednoho týmu.